# Bulkhead
Vous venez d’apposer le modèle de débat d'admissibilité.
Avant toute chose, veuillez créer la page de débat correspondante en cliquant ici.
- Une fois la page de vote initialisée, rafraîchissez cette page, et le bandeau prendra son aspect définitif.
- Si votre débat d'admissibilité est groupé (le motif et l’argumentation doivent être les mêmes), modifiez cette page pour ajouter au modèle le paramètre « cat » suivi du nom de la page de discussion de l’article pour lequel la page de débat existe déjà (ex. : cat=Discussion:Nom_de_l'autre_article). Ensuite, suivez les nouvelles instructions qui apparaissent.
- Vous pouvez également utiliser le paramètre « type » pour faciliter l’accès aux critères d’admissibilité. Exemple : {{suppression|type=mot-clé}}. Liste des mots-clés existants : fiction, musique, art visuel, fanzine, jeu de société, porno, sportif, association, enseignement, société, site web, route, nombre, (Liste complète ici).

| 1. | Créez la page de débat d'admissibilité.                                                                      | Sauvegardez d’abord la page pour l’initialiser puis indiquez votre motivation.  |
| 2. | Important : ajoutez une entrée dans la section Débat d'admissibilité du jour.                                | Utilisez ce texte : *{{L\|Bulkhead}}                                            |
| 3. | Pensez à informer les contributeurs principaux de la page et les projets associés lorsque cela est possible. | Utilisez ce texte : {{subst:Avertissement débat d'admissibilité\|Bulkhead}}~~~~ |

Bulkhead est un personnage de fiction de l'univers Transformers.

## Transformers: Animated
Bulkhead apparaît dans Transformers: Animated parmi les personnages principaux de la série. Il est le seul héros Autobot dont le nom ne provient pas de Génération 1. En accord avec les scénaristes, son aspect est inspiré de la Chose dans Les Quatre Fantastiques.
Dans cette version, Bulkhead est un des combattants de l'équipage d'Optimus Prime. Il se transforme en fourgon blindé (anciennement en bulldozer cybertronien), possède une mâchoire proéminente qui lui donne l'air de toujours sourire et est armé d'un fléau pouvant jaillir à la place de sa main. Il possède des yeux télescopique et un compartiment dans son ventre pour porter des objets.
Bulkhead est le plus grand d'entre les héros, et le plus fort en termes de force brute. Mais il est aussi très maladroit, et parvient rarement à faire un combat ou sauver Détroit sans involontairement tout détruire dans un périmètre de dix mètres autour de lui. Il est aussi considéré comme pas très malin par les autres (plus particulièrement Bumblebee et Sentinel Prime), bien qu'en fin de compte il fasse preuve d'intelligence à plusieurs occasions. Il développe sur Terre un intérêt pour l'art. Comble d'ironie, on découvre à la fin de la saison 2 qu'il est particulièrement doué dans la technologie des Portes Stellaire : en accord avec les informations de Shockwave, il serait plus doué dans le domaine que la quasi-totalité des scientifiques Autobots. Cette nouvelle ne manque pas stupéfier les autres personnages, particulièrement son meilleur ami Bumblebee.
L'origine de Bulkhead est expliqué dans l'épisode Le Camp Autobot : il était à l'origine un paysan cybertronien, avant de s'engager dans les recrues Autobots, espérant devenir Technicien de Porte Stellaire. Il fut assigné à l'équipe dirigée par Sentinel Minor, qui comportait aussi Bumblebee, Longarm, Ironhide et Wasp. Ce fut là qu'il reçut son nom de Bulkhead (en anglais « tête de toison »), Sentinel ayant déclaré qu'il n'avait que de la toison et rien dans le crâne. Méprisé par la plupart autant pour son manque d'ambition à côté des autres que pour sa maladresse désastreuse, il se lia d'amitié avec Bumblebee en raison de leur mise à part commune, bien que Bumblebee refusa de l'admettre au départ.
Durant une simulation de combat, Bulkhead intervint pour sauver Bumblebee contre des appareils trafiqués par Shockwave afin de tuer Bumblebee en faisant croire à un accident. Il réussit à le sauver, mais provoqua dans le procédé un accident qui blessa Sentinel. Ce dernier, n'ayant pas pu trouver le coupable, décida de renvoyer un membre de l'équipe comme bouc émissaire. Alors qu'il allait choisir Bulkhead, Bumblebee intervint et prétendit avoir lui-même fait l'erreur. Cela lui valut d'être transféré avec Bulkhead dans une équipe de techniciens de Portes Stellaires, dirigée par Optimus Prime et incluant également Ratchet. Plus tard, le ninja Prowl les rejoignit également.

## Transformers: Prime
Dans Transformers: Prime, Bulkhead est physiquement identique a Animated, et il se transforme en tout terrain.
Il était autrefois un membre des Wreckers, un groupe d'Autobots qui accomplissent des missions dangereuses "dont personne ne veut" aux côtés de son meilleur ami Wheeljack, mais quitta le groupe pour rejoindre Optimus Prime. 
Il est le garde du corps de Miko. Il possède une masse intégrée dans son bras. Il a pour pire ennemi Breakdown, qu'il a affronté à plusieurs reprises par le passé.
Bulkhead a également une peur bleue des Dévoreurs (Scraplets en VO). Ayant vu un de ses amis se faire dévorer vivant par ces derniers, il a depuis développé un traumatisme, hurlant comme une fille dès qu'il en voit un. Il finit cependant par surmonter son traumatisme afin de sauver ses amis.